# Itinéraire principal 4 (Portugal)
L'IP4 est une voie rapide portugaise reliant l'  à hauteur de Amarante à Quintanilha (frontière hispano-portugaise).
Elle assure la continuité de l'  en direction de Vila Real et de Bragance.
À partir de 2012, elle sera remplacée par cette même , néanmoins quelques tronçons resteront préservés comme les contournements de Vila Real et Bragance ainsi que dans la zone montagneuse du Marão.

Sa longueur est de 176 km.
Voir le tracé de l'IP4 sur GoogleMaps

## Itinéraire
| Sorties                           | Villes                    |
| --------------------------------- | ------------------------- |
| 18                                | Padronelo Porto           |
| 19                                | Ansiães                   |
| 20                                | Covelo do Monte           |
| 21                                | Aveçãozinho               |
| 22                                | Gontães                   |
| 23                                | São Marta de Penaguião    |
| 24                                | Vila Real-Centre          |
| 25                                | Vila Real-Nord (Hôpital)  |
| 25A                               | Chaves Viseu              |
| 26                                | Sanguinhedo               |
| 27                                | Lamares                   |
| 28                                | Parada de Pinhão          |
| 29                                | Vila Chã                  |
| 30                                | Murça                     |
| 31                                | Palheiros                 |
| 32                                | Franco                    |
| 33                                | Lamas de Orelhão          |
| 34                                | Mirandela-Ouest           |
| 35                                | Mirandela-Est             |
| 36                                | Romeu                     |
| 37                                | Macedo de Cavaleiros IP 2 |
| 38                                | Lamas de Podence          |
| 39                                | Salsas                    |
| 40                                | Santa Comba de Rossas     |
| 41                                | Bragance-Sud              |
| 42                                | Vinhais Bragance-Ouest    |
| 43                                | Bragance-Nord             |
| 44                                | Bragance-Est              |
| 45                                | Vimioso Miranda do Douro  |
| 46                                | Quintanilha               |
| Pont International de Quintanilha |                           |